# La historia del caballero
La historia del caballero (A Squire’s Story) es un cuento escrito por Elizabeth Gaskell en 1853 y forma parte del libro de relatos Cuentos góticos.

El libro que contiene el relato fue publicado en castellano en 2007.

## Sinopsis
Se trata de un relato con un eje argumental simple que debe su efectividad a la precisa descripción de los ambientes y los personajes.
A las afueras del poblado de Barford se encontraba una de las más importantes residencias de la zona. Luego de haber sido desocupada por su anterior propietario, pasó a manos del señor Robinson Higgins. Con su encanto y dinero, este honorable caballero pronto se ganó el corazón del pueblo entero. Tras un tiempo asentado en Barford, convertido ya en un popular personaje de su clase, contrajo matrimonio con Catherine Hearn.

La pareja era el centro de atención de la región. Juntos conformaban un matrimonio encantador, anfitriones excelentes de cualquier evento social de renombre. Sin embargo, la vida de ambos cambia por completo tras un suceso inesperado.

## Personajes
- Robinson Higgins: protagonista de la historia.
- Catherine Hearn: esposa de Mr. Higginis.
- Squire Hearn: padre de Catherine.